# Neomuelleriella hispida
Neomuelleriella hispida är en kräftdjursart. Neomuelleriella hispida ingår i släktet Neomuelleriella och familjen Sarsiellidae. Inga underarter finns listade i Catalogue of Life.